# William Wade, Baron Wade of Chorlton
William Oulton Wade, Baron Wade of Chorlton (* 24. Dezember 1932; † 7. Juni 2018) war ein britischer Landwirt, Unternehmer, Wirtschaftsmanager und Politiker der Conservative Party, der von 1990 bis 2016 Mitglied des House of Lords war.

## Leben
Nach dem Besuch der Birkenhead School absolvierte Wade ein Studium an der Queen’s University Belfast und war danach als Landwirt, Unternehmer und Wirtschaftsmanager tätig.
Mitte der 1970er Jahre begann Wade, der 1965 Friedensrichter (Justice of Peace) von Cheshire wurde, sein politisches Engagement für die Conservative Party in der Kommunalpolitik und war zwischen 1973 und 1977 Mitglied des Rates der Grafschaft Cheshire. Zwischen 1975 und 1990 war er Mitglied des Exekutivkomitees der konservativen Tories sowie zugleich von 1982 bis 1990 Schatzmeister der Conservative Party.
Wade, der 1980 Freeman der City of London, wurde 1982 als Knight Bachelor geadelt. Ferner war er zwischen 1982 und 1984 Vorsitzender des Rates für den Export von Käse (English Cheese Export Council).
Am 16. Mai 1990 wurde er durch ein Letters Patent als Baron Wade of Chorlton, of Chester in the County of Cheshire, zum Life Peer erhoben. Am 22. Mai 1990 folgte seine Einführung (Introduction) als Mitglied des House of Lords. Seit dem 3. Mai 2016 war er durch einen vom Oberhaus vergebenen sog. Leave of Absence beurlaubt. Zum 1. November 2016 legte er seine Mitgliedschaft im Haus of Lords nieder.
Lord Wade war in der Privatwirtschaft tätig und unter anderem Direktor der Unternehmen William Wild & Son, MAM Funds plc und Rocktron Ltd sowie kaufmännischer Berater von Davies Wallis Foyster Solicitors, King Sturge Property Consultants sowie Hemway Ltd. Daneben engagierte er sich ehrenamtlich als Vorsitzender der Trustees der Children’s Safety Education Foundation, als Trustee der MBA Agri Farm Scholarships sowie als Vizepräsident der North of England Zoological Society.
Am 9. November 2007 verlieh ihm die University of Chester einen Ehrendoktor.